# ソブラード (ア・コルーニャ県)

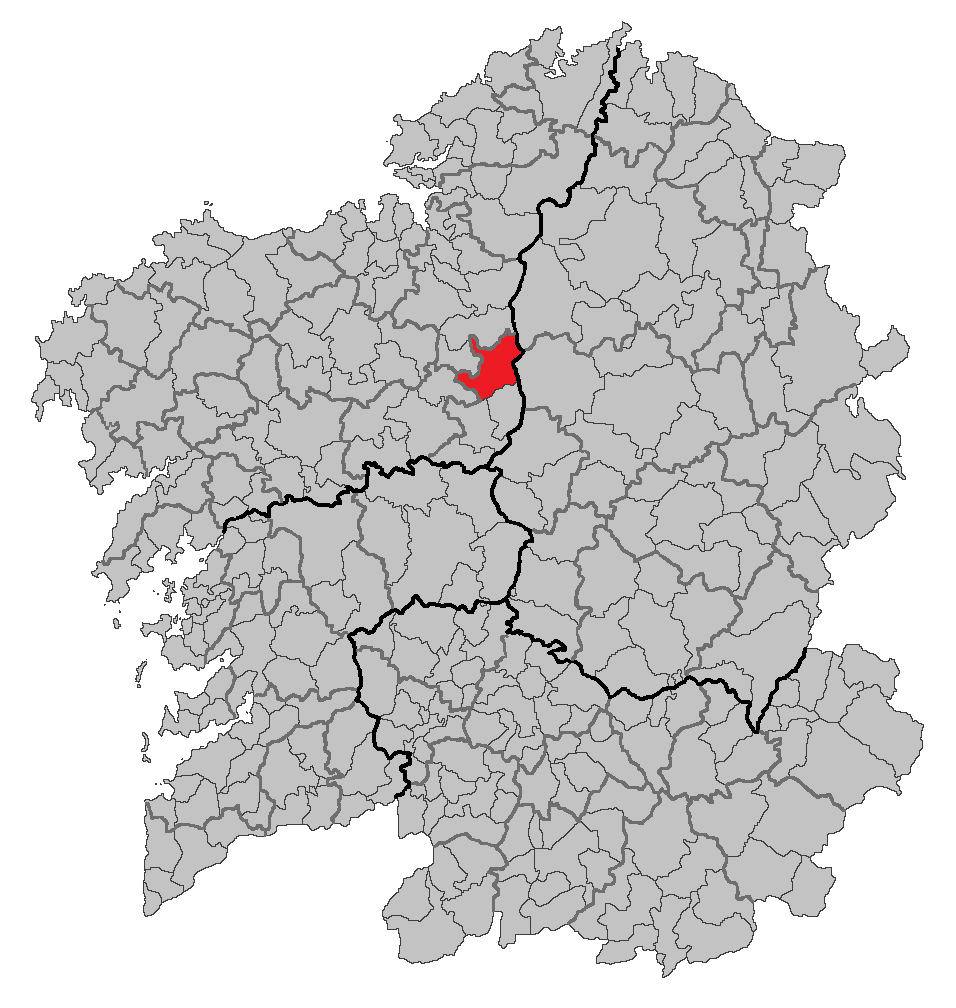

ソブラード（Sobrado）は、スペイン、ガリシア州、ア・コルーニャ県の自治体、コマルカ・ダ・テーラ・デ・メリーデに属する。ガリシア統計局によると、2011年の人口は2,087人（2009年2,168人、2006年:2,116人、2005年:2,160人、2004年:2,212人、2003年:2,249人）。住民呼称はsobradés/-esa。
ガリシア語話者の自治体住民に占める割合は99.66％（2001年）。 

## 地理
ソブラードはア・コルーニャ県の東部に位置し、コマルカ・ダ・テーラ・デ・メリーデに属する。隣接する自治体は、北がクルティス、東がギティリスとフリオル（ともにルーゴ県）、南がトケスとメリーデ、西がボイモルトとビラサンタールで、自治体中心地区はア・ポルタ教区のソブラード地区。
ソブラードはベタンソス司法管轄区に属す。

### 人口
住民は10の教区の161の地区（集落）に居住する。
| ソブラードの人口推移 1900－2010                         |
|                                                         |
| 出典:INE（スペイン国立統計局）1900年 - 1991年、1996年 - |

## 政治
現在の首長はガリシア国民党（PPdeG）のハコボ・フェルナンデス・ガルシーア（Jacobo Fernández García）、自治体評議員は、ガリシア国民党:7、ガリシア民族主義ブロック（BNG）:4となっている（2011年5月22日の自治体選挙結果、得票順）。
| 1999年6月13日自治体選挙 |        |        |          |
| 政党                    | 得票数 | 得票率 | 獲得議席 |
| PPdeG                   | 1,055  | 55.09% | 7        |
| PSdeG-PSOE              | 397    | 20.73% | 2        |
| DG                      | 327    | 17.08% | 2        |
| BNG                     | 113    | 5.90%  | 0        |

| 2003年5月25日自治体選挙 |        |        |          |
| 政党                    | 得票数 | 得票率 | 獲得議席 |
| PPdeG                   | 1,258  | 66.56% | 8        |
| PSdeG-PSOE              | 356    | 18.84% | 2        |
| DPG                     | 148    | 7.83%  | 1        |
| BNG                     | 116    | 6.14%  | 0        |

| 2007年5月27日自治体選挙 |        |        |          |
| 政党                    | 得票数 | 得票率 | 獲得議席 |
| PPdeG                   | 1,059  | 59.20% | 7        |
| BNG                     | 478    | 26.72% | 3        |
| PSdeG-PSOE              | 179    | 10.01% | 1        |
| CIDEGA                  | 66     | 3.69%  | 0        |

| 2011年5月22日自治体選挙 |        |        |          |
| 政党                    | 得票数 | 得票率 | 獲得議席 |
| PPdeG                   | 951    | 57.43% | 7        |
| BNG                     | 565    | 34.12% | 4        |
| PSdeG-PSOE              | 130    | 7.85%  | 0        |

## 史跡・名所
- サンタ・マリーア・デ・ソブラード・デ・モンシェス修道院（Mosteiro de Santa María de Sobrado dos Monxes） - 952年に創設されたが、その後廃れ、1142年にふたたび創設された。

## 教区
ソブラードは10の教区に分けられている。太字は自治体中心地区のある教区。
- カレージェ（サン・ロウレンソ）
- ア・シアデージャ（サンタ・マリーア）
- コデソーソ（サン・ミゲル）
- クンブラーオス（サン・シアーオ）
- フォルゴーソ（サンタ・クリスティーナ）
- グリシャルバ（サン・シアーオ）
- ノゲイラ（サン・シュルショ）
- ア・ポルタ（サン・ペドロ）
- ポウサーダ（サン・マメーデ）
- ロアーデ（サント・アンドレ）